# Dimocarpus dentatus
Dimocarpus dentatus är en kinesträdsväxtart som beskrevs av W. Meijer och Leenhouts. Dimocarpus dentatus ingår i släktet Dimocarpus och familjen kinesträdsväxter. Inga underarter finns listade i Catalogue of Life.